# Имандра
Имандра (рус. Имандра; фин. Imantero) слатководно је језеро ледничког порекла смештено у централном делу Мурманске области, на крајњем северозападу европског дела Руске Федерације. Целом површином налази се унутар арктичког поларног круга.
Језеро Имандра лежи на надморској висини од 127 метара, у депресији између Хибинских планина на истоку и планинских ланаца Мончетундре, Чунатудре, Вучје тундре и Њавка тундре на западу. Површина језерске акваторије је 876 км², а само језеро је физички подељено на три засебне целине међусобно повезане уским протокама. Северни део, Велика (Хибинска) Имандра обухвата територију површине 328 км² (дужина око 55 км, ширина 3−5 км), у средишњем делу је Екостровска Имандра (351 км²), и на западу Бабинска Имандра (133 км²). Просечна дубина језера је око 16 метара, максимална до 67 метара. На површини језера налази се више од 140 острва, а највеће међу њима је острво Јерм површине 26 км².
У језеро се улива око 20, углавном мањих, водотока међу којима су најважнији Пиренга, Белаја, Мала Белаја и друге. Укупна површина сливног подручја Имандре је 12.300 км². Преко своје једине отоке, реке Ниве, Имандра је повезана са Кандалакшким заливом Белог мора.
Након што је у периоду 1950—1960. на реци Ниви саграђен систем од три хидроелектране, ниво воде у језеру је знатно повећан и стабилизован, а сама површина језера је повећана са природних 812 км² на садашњих 867 км².
На западној језера налази се град Мончегорск, недалеко од источне обале је Апатити, а неколико километара јужније на реци Ниви је град Пољарније Зори. На обалама се налазе и насеља Имандра, Хибини, Тик Губа, Африканда и Зашејек.
На јужној обали језера налази се Кољска нуклеарна електрана, а подручје западно од језера улази у састав Лапландског резервата биосфере. Током зимског дела године језеро је под ледом и познато је по зимским спортовима, док је лети развијен спортски риболов.
Сваке године током априла на језеру се одржава традиционална ултра-маратонска скијашка трка на 100 километара.